# Umberto Saba
Umberto Poli (Trieste, 9 de marzo de 1883 - Goricia, 25 de agosto de 1957), Umberto Saba, poeta y novelista italiano. Considerado dentro del hermetismo en sus primeros libros, inaugura posteriormente una línea poética alternativa, ajena a la búsqueda de un lenguaje puro y absoluto.

## Biografía
El padre, que se había convertido al judaísmo para casarse con la madre, que profesaba esta religión, abandonó a la familia al nacer Umberto, quien permaneció hasta los tres años bajo los cuidados de una aya, la eslovena Peppa. (p. 528) En la casa de esta, el poeta encontró una especie de 'paraíso', perdido al regresar a la casa materna. Saba sufrió múltiples traumas en el nuevo ambiente familiar que le produjeron años después una grave neurosis.
Amante de la literatura desde muy temprano, (pp. xix, 528) el creador triestino inició los estudios literarios en la Universidad de Pisa en 1903; en 1905 se trasladó a Florencia para establecer contacto con las formas más vivas de la cultura italiana. Al regreso a Trieste, se casó por el rito judío con Carolina Wölfler (la Lina de sus versos) con quien tuvo una hija. En el año 1910 publicó en Florencia el primer volumen de sus versos, Poesie. Participó en la Primera Guerra Mundial y, terminada la contienda, volvió a Trieste, compró una librería y se ocupó de su gestión. En 1921 apareció la primera edición de Il canzoniere. (p. 544–5)
La dolencia nerviosa que padecía le indujo a la terapia psicoanalítica; (p. xxi) nació, de este modo, la necesidad de profundizar en el conocimiento de la producción de Freud que, junto con la de Nietzsche, se habría de convertir en el instrumento esencial para comprender la realidad de la condición humana. En años sucesivos fue tratado de su depresión sin que al parecer le desapareciera. Pero la poesía de Saba encontró una nueva vitalidad bajo el impulso de la experiencia psicoanalítica; sin embargo, su existencia se complicaba ya que, al ser de origen judío, sufrió los efectos de las leyes raciales promulgadas por el fascismo y tuvo que huir de Trieste, primero a Florencia y luego a Roma. En 1945, año en el que se editó de nuevo Il canzoniere, se marchó a Milán; en 1948 regresó a la ciudad adriática y una serie de contratiempos provocaron el agravamiento de su enfermedad. En los últimos años de su vida se convirtió al catolicismo, compuso versos y algún texto en prosa, como la novela erótica Ernesto, parcialmente inspirada en su propia vida. Estas compilaciones de poesía formaron parte de la edición póstuma de Il canzoniere, editada a los tres años de su muerte.

## Obra
Alrededor de 1931 Umberto Saba pensó en recopilar toda la producción poética en una obra global que habría de resumir el sentido de su vida. A este libro de dio el título de Il Canzoniere, integrado por diversas colecciones, dispuestas en orden cronológico, ligada cada una a un tiempo y a una situación de la vida del poeta.
- En Casa e campagna (1909-1910) celebra la vida familiar como un puerto de salud y de dulzura. En un horizonte campestre sereno, la figura de la mujer resume los caracteres bondadosos del mundo animal visto con ojos infantiles y primigenios.

- Por el contrario, el poemario Trieste e una donna, que aparece en 1912 con un primer título de Coi miei occhi, se halla dominado por la desazón y por el sufrimiento, manifiesta la voluntad de cantar un amor que acepta la traición y la mentira, las incomprensiones y la comunicación.

- En las compilaciones sucesivas, el autor busca una voz más sosegada a través de la cual pretende enseñar el bien que se produce en la realidad, como escondiéndose de la violencia de los años de la Primera Guerra Mundial. Así, entre otros poemarios, en Cose leggere e vaganti de 1920 emerge la imagen de la hija y de otras figuras infantiles y juveniles con las que se vincula la del poeta niño, y en Cuor morituro, 1925.1930, evoca por primera vez el paraíso de los años transcurridos con Peppa.

- En Il piccolo Berto (1929-1931), aparte de percibirse la experiencia del psicoanálisis, se redescubre la infancia perdida a través de comparaciones con la propia imagen del niño y con otras figuras del presente y del pasado.

- En Parole (1934) y Ultime cose (1944), Saba parece buscar una concisa esencialidad que lo aproxima a los caracteres de la lírica de los años treinta. Se siente aquí la influencia de Ungaretti y, sobre todo, la de Montale. Con el paso de los años, el autor descubre el efecto de la aridez y de la soledad. En Ultime cose, por ejemplo, el discurso se dirige a un joven amigo, un tú que es objeto de amor y que además se convierte en un recuerdo de la propia juventud perdida.

- La amargura de la posguerra introduce una definitiva herida que actúa con fuerza destructiva en Epigrafe (1947-1948), al sentirse ahondar en un desaliento motivado por la situación personal y por la histórica. Con todo, en los últimos libros, Uccelli (1948) y Quasi un racconto (1931), el agravamiento de su enfermedad y los desengaños del mundo y de las relaciones humanas se ven atenuados gracias a los coloquios que el poeta mantiene en sus composiciones con un exiguo universo de pájaros.

- Ernesto (1975)